# Gabriel Nicolet
Gabriel Nicolet, né le 5 mars 1856 à Pons et mort le 25 mars 1921 à Villefranche-sur-Mer, est un peintre français.

## Biographie
Gabriel Émile Édouard Nicolet est le fils de Jean Clément Toussaint Nicolet et de Marie Sophie Dessouslavy, instituteurs suisses.
Peintre de portrait, il est élève des Écoles des Beaux-Arts de Liège, de Düsseldorf et de Paris, où il expose au Salon à partir de 1891.
Il vit au Maroc de 1877 à 1888.
Il obtient une médaille de bronze à l'exposition universelle de 1889, une médaille de troisième classe au Salon des Champs-Élysées de 1895, et une médaille d'argent à l'exposition universelle de 1900.
Au Salon de Bruxelles de 1903, il expose un Portrait de jeune fille et La Liseuse.
En 1905, il épouse Amy Louise Magnus (1879-1942).
En 1910, il est élevé au grade de chevalier de la Légion d'honneur.
Il meurt à l'âge de 65 ans à son domicile de la rue de la Fidélité.